# Боїшко Богдан Миколайович
Богдан Миколайович Боїшко (8.07.1996—27.02.2022) — сержант Збройних сил України, учасник російсько-української війни, що загинув під час російського вторгнення в Україну.

## Життєпис
Народився 8 липня 1986 року в смт Драбів (Черкаська область), навчався в Драбівській школі. Учасник АТО/ООС на сході України.
Під час російського вторгнення в Україну — командир гармати самохідно-артилерійського взводу 43-ї окремої артилерійської бригади імені гетьмана Тараса Трясила. Загинув 27 лютого 2022 року під час виконання бойового завдання в м. Боярка Київської області. Залишились мати, сестри, бабуся..

## Нагороди
- орден «За мужність» III ступеня (2022, посмертно) — за особисту мужність і самовіддані дії, виявлені у захисті державного суверенітету та територіальної цілісності України, вірність військовій присязі .[3]